# Daniel Quaye
Daniel Quaye, né le 25 décembre 1980, est un footballeur ghanéen. Il joue au poste de défenseur avec l'équipe du Ghana et le club de Sekondi Wise Fighters.
Il a joué en 2007 pour le club Chongqing Lifan en 2e division du championnat chinois.

## Carrière

### En club
- 1997-1998 : Great Olympics -  Ghana
- 1998-2007 : Hearts of Oak -  Ghana
- 2007 : Chongqing Lifan -  Chine
- 2008 : Hearts of Oak -  Ghana
- 2008 : Yanbian -  Ghana
- 2009- : Sekondi Wise Fighters -  Ghana

Il a remporté la ligue des champions africaine en 2000.

### En équipe nationale
Il a eu sa première cape en 2001 à l'occasion d'un match de qualification pour la coupe du monde 2002. Sa sélection suivante fut pour un match de qualification à la coupe du monde 2006.
Quaye participe à la coupe du monde 2006 avec l'équipe du Ghana.